# Руслан Куанг
Руслан Тиен Куанг (роден на 25 октомври 1985 г. във Видин) е български футболист от виетнамски произход, защитник. Титулярната му позиция е десен бек.

## Кариера
Куанг е роден във Видин, баща му Тиен е виетнамец, а майка му Лили е българка. Започва да тренира футбол в местния Бдин, като през 2004 г. влиза в първия състав. Прекарва общо 6 сезона в родния си клуб, преди през лятото на 2010 г. да премине в Ботев (Враца). През сезон 2010/11 изиграва 25 мача в Западната Б група, помагайки на Ботев да завърши на първо място и да спечели промоция за А група.